# The Aggrolites
The Aggrolites est un groupe de Skinhead Reggae et rocksteady formé à Los Angeles en 2002.

## Biographie
The Aggrolites se forme après la fusion des groupes de ska et de reggae the Vessels et the Rhythm Doctors. D'abord engagé pour être le groupe en concert du chanteur jamaïcain Derrick Morgan, ils furent aussi sollicités par Phyllis Dillon ou encore pour le projet solo de Tim Armstrong.
En 2003, ils réalisent finalement leur premier album, intitulé "Dirty Reggae", sur un label de reggae local: Axe Records. L'album fut enregistré à Los Angeles en une journée et chaque chanson a été enregistrée en une prise avec souvent les paroles écrites au fur et à mesure de l'enregistrement.
En octobre 2005, The Aggrolites signe avec Hellcat Records, label du leader de Rancid Tim Armstrong. Ils sortiront leur deuxième album, intitulé sobrement "The Aggrolites", en mai 2006. À la suite de cela, Armstrong choisit le groupe pour enregistrer son album solo A Poet's Life.
Le 5 juin 2007 sort le troisième album intitulé Reggae Hit L.A qui gagna un IGN award du meilleur album Reggae 2007. Après quelques mois, le bassiste original du groupe, J. Bonner, quitte le groupe. Il est remplacé par David Fuentes, ancien membre du groupe Hepcat qui décède peu de temps après le 27 septembre 2007.
Le quatrième album, "IV", est commercialisé en juin 2009.
The Aggrolites entame l'année 2011 avec la sortie de leur cinquième album studio, Rugged Road sur le label Young Cub Records. En septembre, le premier album live, Unleashed Live Vol.1, est disponible sur Itunes.

## Membres du groupe
- Jesse Wagner - chant, guitare
- Roger Rivas - orgue
- Ricky Chacon - guitare
- Alex McKenzie - batterie
- Jefrey Roffredo - guitare basse

### Anciens membres
- Jay Bonner - guitare basse
- Scott Abels - batterie
- David Fuentes – guitare basse (décédé en 2007)
- Korey "Kingston" Horn - batterie
- Brian Dixon guitare

### Discographie
- Dirty Reggae - (Axe Records) 2003
- The Aggrolites - (Hellcat Records) 2006
- Reggae Hit L.A. - (Hellcat Records) 2007
- A Poet's Life (Album de Tim Armstrong) - (Hellcat Records) 2007
- IV - (Hellcat Records) 2009
- Rugged Road - (Young Cub Records) 2011
- Unleashed Live Vol.1 - 2011

### Liens Externes
- (en) Site officiel